# Acantholimon petuniiflorum
Acantholimon petuniiflorum är en triftväxtart som beskrevs av Mobayen. Acantholimon petuniiflorum ingår i släktet Acantholimon och familjen triftväxter. Inga underarter finns listade i Catalogue of Life.